# Ritme
Ritme is een specifieke herhaling (in bijvoorbeeld de tijd of de ruimte) door middel van accenten, die een zeker patroon of regelmaat vertonen. Het is een belangrijk aspect van muziek, kunst, architectuur, film, dans, veel poëzie, esthetiek in het algemeen, maar ook van het dagelijks leven (vooral dag-, week- en jaarritme), het aanleren van nieuwe kennis en vaardigheden, van reclameteksten en hypnotisch taalgebruik. Ritme zorgt voor een ervaring van herkenning, rust en overzicht.

## Muziek
In de muziek is het ritme een van de middelen die de componist bij het componeren van muziek tot zijn beschikking heeft. Andere middelen zijn: het metrum, het tempo, de dynamiek, het timbre, de harmonie, het toonstelsel, de instrumentatie, en de melodie.
In muziek is het ritme doorgaans in overeenstemming met een maatsoort. De snelheid van een ritme wordt niet het tempo genoemd; het tempo wordt bepaald aan de hand van het metrum of maat. Maar het ritme kan wel het tempo duidelijk maken, daar dit het metrum kan voorzien van hoorbare pulsen. Indien het ritme zodanig gebruikt wordt dat het metrum niet meer herkend wordt, spreken we van zwevende ritmiek.
Een bijzondere vorm van ritme is syncopatie. Een syncope is een ritmisch of melodisch accent dat niet samenvalt met de tel van een maat, maar juist ervoor of erna wordt gespeeld.
Ritme, maat, maatsoort en metrum zijn hoewel sterk verwant, toch verschillende begrippen, die wel ten onrechte door elkaar gebruikt worden. Metrum behelst de puls, de drijvende 'hartslag' binnen een tempo, terwijl het ritme op organische wijze kan zorgen voor variatie in tijdsduren van de tonen binnen de gegeven puls. 
Verschillende muziekgenres gebruiken verschillende ritmes. De meeste westerse muziek maakt gebruik van divisieve ritmes, resulterend in regelmaat. In veel niet-westerse en Balkan-muziek worden vaak additieve ritmes gebruikt, resulterend in onregelmatige zinslengten en ritmes. Een voorbeeld is het 'aksak'-ritme, waarbij afwisselende groepjes van twee en drie tonen onregelmatig achter elkaar worden geaccentueerd (Vb. 2+3, of 2+2+2+3). De meeste westerse klassieke muziek gebruikt eerder eenvoudige ritmes in maatsoorten zoals 4/4 of 3/4.
De drummer of percussionist leidt het metrum en ritme bij veel bands. Een bekende groep die bijna alleen met ritme speelt is de Amerikaanse slagwerkgroep Stomp. Deze groep verzint complexe ritmestructuren, die de bandleden met allerlei 'waardeloze' voorwerpen ten uitvoer brengen.

## Architectuur
Ritme speelt een rol in de architectuur en kan ook visueel worden ervaren, zoals bij het zien van een film (beeldritme), of een veranderend patroon.

## Ritme in tijd bij de mens
Bij activiteiten samen met anderen wordt het ritme in tijd mede bepaald door die anderen. Dit kan ook het geval zijn in omgekeerde zin: het vermijden van spitsuur of hoogseizoen wegens kosten en/of ongemak.
Een dag- en weekritme wordt onder meer bepaald door opgelegde werktijden en door openingstijden, dienstregelingen en dalurenkorting. Een dag- en jaarritme wordt verder onder meer bepaald door daglicht en buitentemperatuur. Op scholen is er vaak een weekrooster.
Een maandritme wordt bij een per maand ontvangen inkomen en weinig financiële reserves soms bepaald door de dag van uitbetaling van het inkomen.
In diverse religies is er een weekritme qua rustdag / heilige dag (meestal zondag, zaterdag of vrijdag).
Iemand kan ook zonder externe factoren hechten aan een bepaald vertrouwd ritme.
Bij het verzetten van de klok (wisseling tussen zomertijd en wintertijd) kunnen in dit verband worden onderscheiden de factoren die gekoppeld zijn aan kloktijden (opgelegde werktijden, openingstijden, dienstregelingen en dalurenkorting) en natuurlijke factoren (daglicht en buitentemperatuur).